# Kauppen (Neuhof)
Kauppen ist ein Ortsteil der Gemeinde Neuhof im osthessischen Landkreis Fulda.

## Geographie

### Geographische Lage
Kauppen liegt 18 km südwestlich der Kreisstadt Fulda an den südöstlichen Ausläufern des Vogelsbergs und ist mit 472 m über NN der höchstgelegene Ortsteil der Gemeinde Neuhof. Die Höhe 504 ist die höchste Erhebung im Gemarkungsgebiet von Kauppen. Auf dieser Höhenlinie liegt der Wasserhochbehälter des Wasserwerkes in der verlängerten Winterbergstraße, während sich die Wohnbebauung auf etwa 472 m befindet. Von hier aus besteht bei klarem Wetter eine gute Fernsicht auf den Hoherodskopf im Vogelsberg, den Knüll, die Wasserkuppe in der Rhön und den Hessischen Landrücken.
Siedlungsplätze innerhalb der Gemarkung:
- Oberkemmetenmühle[3]
- Steinhof[4]
- Unterkemmetenmühle[5]
- Wessenhof[6]

### Nachbarorte
Kauppen grenzt im Nordosten an den Ortsteil Rommerz der Gemeinde Neuhof, im Südosten an den Ortsteil Buchenrod der Gemeinde Flieden, im Süden an den Stadtteil Hintersteinau der Stadt Steinau an der Straße, im Südwesten an den Ortsteil Reinhards (Freiensteinau), im Westen an den Ort Weidenau der Gemeinde Freiensteinau und im Nordwesten an den Ortsteil Hauswurz der Gemeinde Neuhof im sogenannten südlichen „Dreiländereck“ des Landkreises Fulda. An den Gemarkungsgrenzen treffen die drei hessischen Regierungsbezirke Nordhessen, Mittelhessen und Südhessen aneinander.

## Geschichte

### Ortsgeschichte
Kauppen wurde soweit bekannt als Dorf des fuldischen Amtes Neuhof in einem Zinsregister der Propstei Petersberg im Jahr 1662 erstmals erwähnt.
Der Name bedeutet "Siedlung auf der Kuppe". Der Ort zählte in dieser Zeit zum Gericht Flieden. Kirchlich war es der Pfarrei Hauswurz zugeordnet.
- 1605 wurde der Ort unter den Namen Neueröder im Türkensteuerregister der Fürstabtei Fulda erwähnt.[7]
- 1787 gehörte Kauppen zur Fürstabtei Fulda, Oberamt Neuhof.
- 1812 wurde es als Tochterkirche von Hauswurz bezeichnet.
- 1881 wurde wegen eines schweren Unglücks in Kauppen vom damaligen Bürgermeister Peter Lauer an der Ecke "Am Strauchweg/Winterbergstraße" ein Bildstock gesetzt (wegen eines Blitzschlags bei einem herannahenden Unwetters mit Todesfolge seiner Magd). Der Gedenkbildstock ist heute noch vorhanden.

Ab 1914 besuchten die Kinder von Kauppen die neugebaute Schule in Buchenrod.
Zeit der Weltkriege
Im Ersten Weltkrieg hatte das Dorf vier gefallene Soldaten zu beklagen, die ihr Leben in Russland und Frankreich ließen.
Fünf Gefallene, davon zwei in Russland, zwei in Jugoslawien und einer in Rumänien wurden während des Zweiten Weltkriegs verzeichnet.
Nach dem Zweiten Weltkrieg ab 1945 lag Kauppen in der amerikanischen Besatzungszone Groß-Hessen.
In 1946 wurden der Gemeinde vom Landratsamt Fulda 20 Heimatvertriebene zugeteilt. Sie kamen aus dem Sudetenland und stammten aus Speierling im Kreis Tachau. Unter Bürgermeister Herbert mussten Heimatvertriebenen Familien, teilweise mit Kindern, auf die ortsansässigen Großfamilien und deren Wohnungen verteilt werden. Das war nicht einfach weil der vorhandene Wohnraum aufgeteilt werden musste. Jedoch war bei den Neubürgern Hilfsbereitschaft und Mithilfe in der Landwirtschaft anzutreffen.
Hessische Gebietsreform
Im Zuge der Gebietsreform in Hessen wurde die bis dahin selbständige Gemeinde Kauppen zum 31. Dezember 1971 auf freiwilliger Basis in die Gemeinde Neuhof eingemeindet. Für Kauppen wurde, wie für die übrigen Ortsteile von Neuhof, ein Ortsbezirk eingerichtet.

### Verwaltungsgeschichte im Überblick
Die folgende Liste zeigt die Staaten und Verwaltungseinheiten, denen Kauppen angehört(e):
- vor 1803: Heiliges Römisches Reich, Hochstift Fulda, Amt/Oberamt Neuhof
- 1803–1806: Heiliges Römisches Reich, Fürstentum Nassau-Oranien-Fulda,[Anm. 2] Fürstentum Fulda, Amt Neuhof
- 1806–1810: Kaiserreich Frankreich,[Anm. 3] Fürstentum Fulda (Militärverwaltung)
- 1810–1813: Großherzogtum Frankfurt, Departement Fulda, Distrikt Neuhof
- ab 1816: Kurfürstentum Hessen,[Anm. 4] Großherzogtum Fulda, Amt Neuhof[12]
- ab 1821/22: Kurfürstentum Hessen, Provinz Fulda, Kreis Fulda[13][Anm. 5]
- ab 1848: Kurfürstentum Hessen, Bezirk Fulda
- ab 1851: Kurfürstentum Hessen, Provinz Fulda, Kreis Fulda
- ab 1867: Königreich Preußen,[Anm. 6] Provinz Hessen-Nassau, Regierungsbezirk Kassel, Kreis Fulda
- ab 1871: Deutsches Reich, Königreich Preußen, Provinz Hessen-Nassau, Regierungsbezirk Kassel, Kreis Fulda
- ab 1918: Deutsches Reich, Freistaat Preußen, Provinz Hessen-Nassau, Regierungsbezirk Kassel, Kreis Fulda
- ab 1944: Deutsches Reich, Freistaat Preußen, Provinz Kurhessen, Landkreis Fulda
- ab 1945: Deutsches Reich, Amerikanische Besatzungszone,[Anm. 7] Groß-Hessen, Regierungsbezirk Kassel, Landkreis Fulda
- ab 1946: Deutsches Reich, Amerikanische Besatzungszone, Hessen, Regierungsbezirk Kassel, Landkreis Fulda
- ab 1949: Bundesrepublik Deutschland, Hessen, Regierungsbezirk Kassel, Landkreis Fulda
- ab 1972: Bundesrepublik Deutschland, Hessen, Regierungsbezirk Kassel, Landkreis Fulda, Gemeinde Neuhof

### Wasserversorgung
Im Jahre 1919 wurde die erste Wasserleitung gebaut. Das Trinkwasser wurde mittels Windrad in den 1924 errichteten Hochbehälter gefördert und in freiem Gefälle in die angeschlossenen Häuser geleitet. Bei Windstille kam es zu Engpässen im Wasserdargebot. Als Ersatz wurde in 300 Metern Entfernung zum Dorf am Quellüberlauf eine Wasserschöpfstelle geschaffen. Das Wasser für die Tiere hat man aus den 4 oder 5 noch vorhandenen Tiefbrunnen mit Eimern und Seil aus einer Tiefe von 4–6 Metern geschöpft. Erst nach dem Zweiten Weltkrieg wurde das Windrad durch einen Elektromotor ersetzt. Damit wurde der Wassernotstand behoben. Die inzwischen in die Jahre gekommene Wasserversorgung aus 1919, welche vermehrt Leitungsbrüche zu verzeichnen und somit Wasserverluste hatte, wurde 1963 mit Landes-, Kreisbeihilfen und der Brandversicherung komplett erneuert.

### Freiwillige Feuerwehr

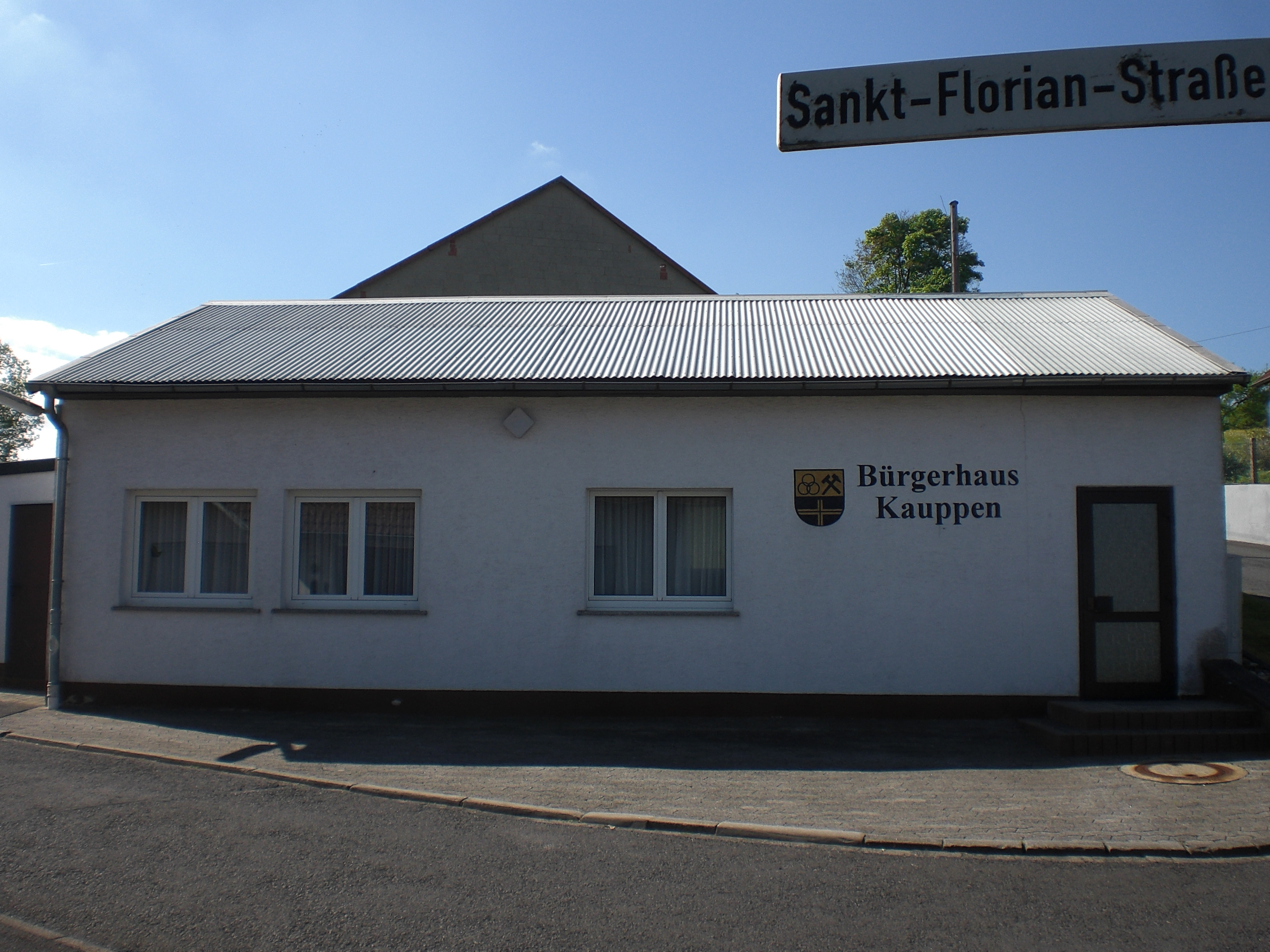
Das ehemalige Feuerwehrhaus in der Ortsmitte.

In 1924 wurde die Freiwillige Feuerwehr mit notdürftiger Ausrüstung gegründet. Das Feuerlöschen war nur mittels eines Hydranten und entsprechenden Schläuchen möglich, die in einer Holzkiste im örtlichen Backhaus aufbewahrt wurden. Ein Feuerwehrhaus gab es nicht. Erst 1960 konnte mit Hilfe des Landes Hessen und des Landkreises eine Motorspritze TS 8 mit Anhänger beschafft werden. Der Unterstellplatz erfolgte in einer privaten Garage. Nach der Eingemeindung von Kauppen in die Gemeinde Neuhof erfolgte in den Jahren 1970/1972 unter Eigenleistung der Bürgerschaft der Neubau eines Feuerwehrhauses. In 1974 wurde ein Löschfahrzeug beschafft. 1977 stellte die Hessische Brandversicherung bei einer Überprüfung fest, dass die benötigte Löschwasserversorgung bei einem Haus- oder Scheunenbrand nicht ausreichend bemessen sei. Aus diesem Grund musste eine zusätzliche Löschwasserzisterne mit einem Fassungsvermögen von 100 Kubikmetern auf dem Gelände des Spielplatzes errichtet werden, die von der Brandversicherung mitgefördert wurde.

### Ortskanalisation
Im Jahre 1950 begann in Kauppen je nach Finanzlage der Gemeinde der jährliche Ausbau der Kanalisation (Bürgermeisterkanäle) mit Hand- und Spanndiensten der Bürger. Ende der 1950er Jahre waren die Arbeiten abgeschlossen. Noch gab es keine Klärgruben oder Kläranlage, diese folgten zu einem späteren Zeitpunkt. Bis dahin wurde das anfallende Schmutzwasser in die häusliche Jauchegrube geleitet und auf den Feldern verteilt.
1999 begannen durch die Gemeinde Neuhof die Neubaumaßnahmen zur Erneuerung des Kanalnetzes und der Anschluss der Kauppener Ortsanlage an die Kläranlage Hauswurz im oberen Kemmetegrund am Sandweg.

### Flurbereinigung
Gemeinsam mit den Nachbargemeinden Hauswurz, Buchenrod und Weidenau wurde in Kauppen 1959 die Flurbereinigung begonnen die 1969 zum Abschluss kam. In dieser Zeit wurde vom Kulturamt Fulda ein neues Wegenetz mit Wasserführung angelegt.
Es entstanden größere Grundstücksparzellen, die landwirtschaftlich besser zu bewirtschaften waren. Alte Steinmauern aus Lesesteinen und Feldraine wurden eingeebnet und zur Auffüllung des Sportplatzes verwendet.

## Bevölkerung

### Einwohnerstruktur 2011
Nach den Erhebungen des Zensus 2011 lebten am Stichtag dem 9. Mai 2011 in Kauppen 81 Einwohner. Darunter waren keine Ausländer.
Nach dem Lebensalter waren 15 Einwohner unter 18 Jahren, 33 zwischen 18 und 49, 15 zwischen 50 und 64 und 18 Einwohner waren älter. Die Einwohner lebten in 33 Haushalten. Davon waren 6 Singlehaushalte, 15 Paare ohne Kinder und 12 Paare mit Kindern, sowie 3 Alleinerziehende und keine Wohngemeinschaften. In 9 Haushalten lebten ausschließlich Senioren und in 21 Haushaltungen lebten keine Senioren.

### Einwohnerentwicklung
| • 1789: 10 Bauern, 4 Hüttner |                             |
| • 1812:                      | 15 Feuerstellen, 120 Seelen |

| Kauppen: Einwohnerzahlen von 1812 bis 2016 | Kauppen: Einwohnerzahlen von 1812 bis 2016 | Kauppen: Einwohnerzahlen von 1812 bis 2016 | Kauppen: Einwohnerzahlen von 1812 bis 2016 | Kauppen: Einwohnerzahlen von 1812 bis 2016 |
| --- | ------------------------------------------ | ------------------------------------------ | ------------------------------------------ | ------------------------------------------ |
| Jahr |                                            |                                            |                                            | Einwohner                                  |
| 1812 | 1812                                       |                                            | 120                                        | 120                                        |
| 1834 | 1834                                       |                                            | 141                                        | 141                                        |
| 1840 | 1840                                       |                                            | 141                                        | 141                                        |
| 1846 | 1846                                       |                                            | 158                                        | 158                                        |
| 1852 | 1852                                       |                                            | 145                                        | 145                                        |
| 1858 | 1858                                       |                                            | 150                                        | 150                                        |
| 1864 | 1864                                       |                                            | 140                                        | 140                                        |
| 1871 | 1871                                       |                                            | 147                                        | 147                                        |
| 1875 | 1875                                       |                                            | 161                                        | 161                                        |
| 1885 | 1885                                       |                                            | 128                                        | 128                                        |
| 1895 | 1895                                       |                                            | 121                                        | 121                                        |
| 1905 | 1905                                       |                                            | 126                                        | 126                                        |
| 1910 | 1910                                       |                                            | 131                                        | 131                                        |
| 1925 | 1925                                       |                                            | 95                                         | 95                                         |
| 1939 | 1939                                       |                                            | 99                                         | 99                                         |
| 1946 | 1946                                       |                                            | 127                                        | 127                                        |
| 1950 | 1950                                       |                                            | 135                                        | 135                                        |
| 1956 | 1956                                       |                                            | 125                                        | 125                                        |
| 1961 | 1961                                       |                                            | 126                                        | 126                                        |
| 1967 | 1967                                       |                                            | 120                                        | 120                                        |
| 1970 | 1970                                       |                                            | 119                                        | 119                                        |
| 1980 | 1980                                       |                                            | ?                                          | ?                                          |
| 1990 | 1990                                       |                                            | ?                                          | ?                                          |
| 2000 | 2000                                       |                                            | ?                                          | ?                                          |
| 2011 | 2011                                       |                                            | 81                                         | 81                                         |
| 2016 | 2016                                       |                                            | 83                                         | 83                                         |
| Datenquelle: Historisches Gemeindeverzeichnis für Hessen: Die Bevölkerung der Gemeinden 1834 bis 1967. Wiesbaden: Hessisches Statistisches Landesamt, 1968. Weitere Quellen: LAGIS; Gemeinde Neuhof; Zensus 2011 |                                            |                                            |                                            |                                            |

### Historische Religionszugehörigkeit
| • 1885: | 128 katholische (= 100 %) Einwohner                                |
| • 1961: | ein evangelischer (=0,79 %), 128 katholische (= 99,21 %) Einwohner |

## Religion
Katholische Religion

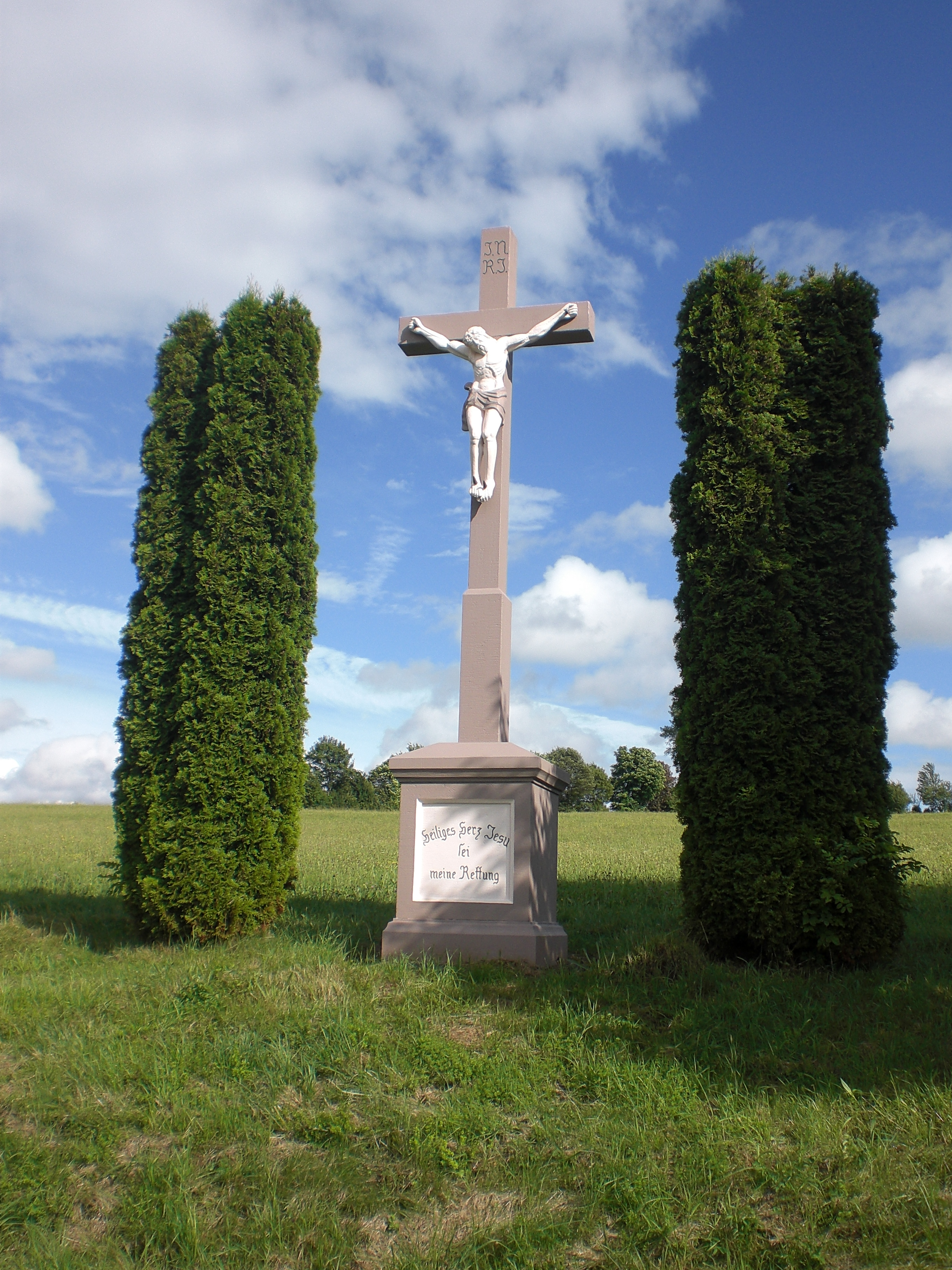
Dieses Hochkreuz grüßt am Ortseingang

Kauppen gehört zur Katholischen Pfarrei St. Bartholomäus Hauswurz (Neuhof), die dem Pastoralverbund Christus Erlöser Flieden–Hauswurz und somit dem Bistum Fulda zugeordnet ist.
Mariengrotte
Die Grotte mit dem Glockenträger für die Angelusglocke und das Kriegerehrenmal wurden nach Planierungsarbeiten im Herbst 1977 auf dem der Gemeinde gehörenden Grundstück durch den Kirchenmaler Alois Schiffhauer angelegt. Die dazu benötigten Lavatuffsteine wurden aus der Nähe von Magdlos herbeigeholt.
Angeregt worden war das Vorhaben vom Kauppener Ortsbeirat nach einer Idee des damaligen Ortsvorstehers Karl Lauer und mit Eigenleistung der Bürgerschaft errichtet. Die Gemeinde Neuhof unter Bürgermeister Karl Heimüller (1960–1984) stellte das Grundstück zur Verfügung.
Kriegerehrenmal
Das Ehrenmal wurde mit einem großen Findling aus Lavatuffstein gestaltet. Auf dem Stein befindet sich eine Bronzetafel, auf der die Namen der Gefallenen beider Weltkriege verzeichnet sind.

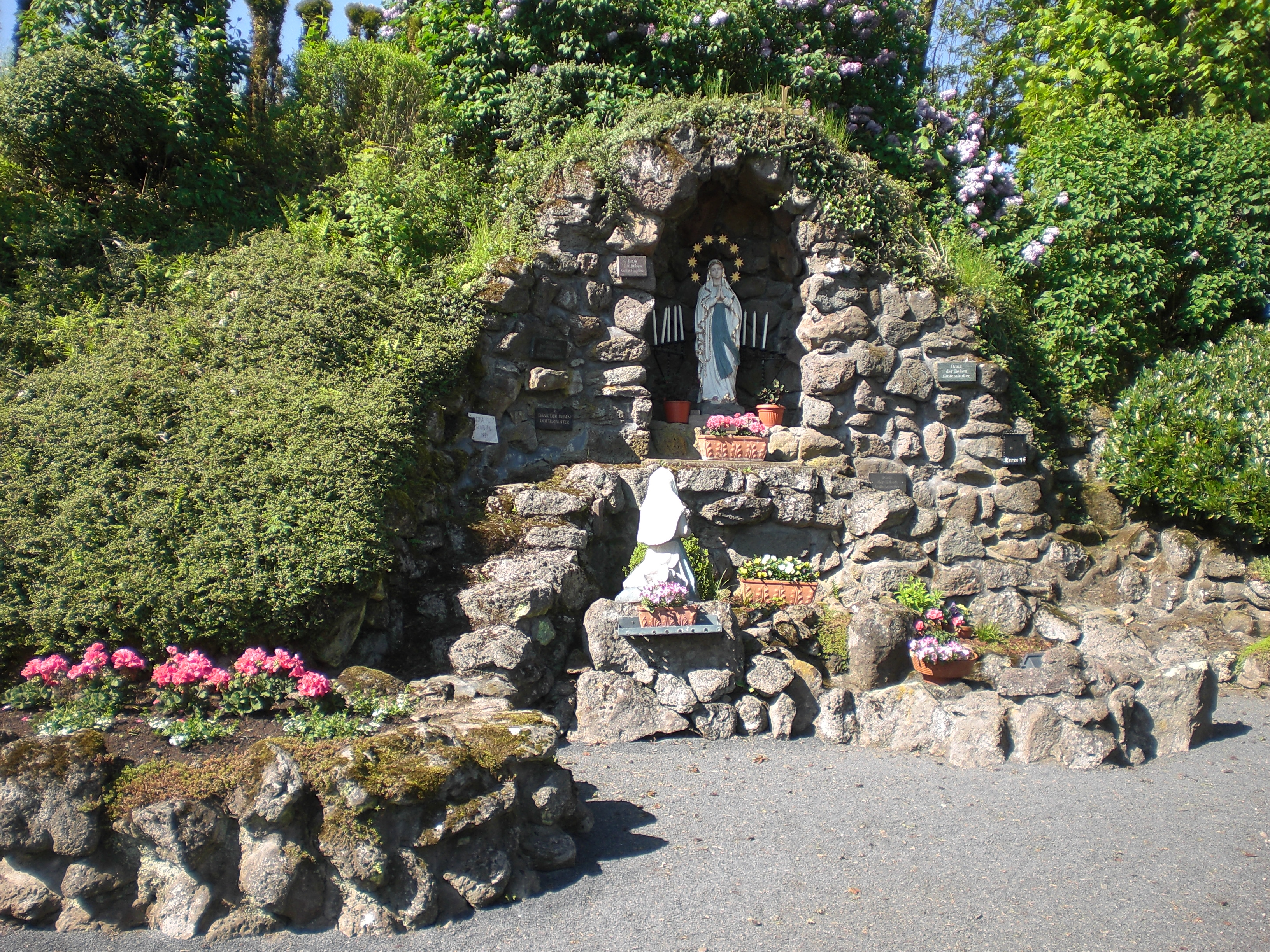
Die Mariengrotte
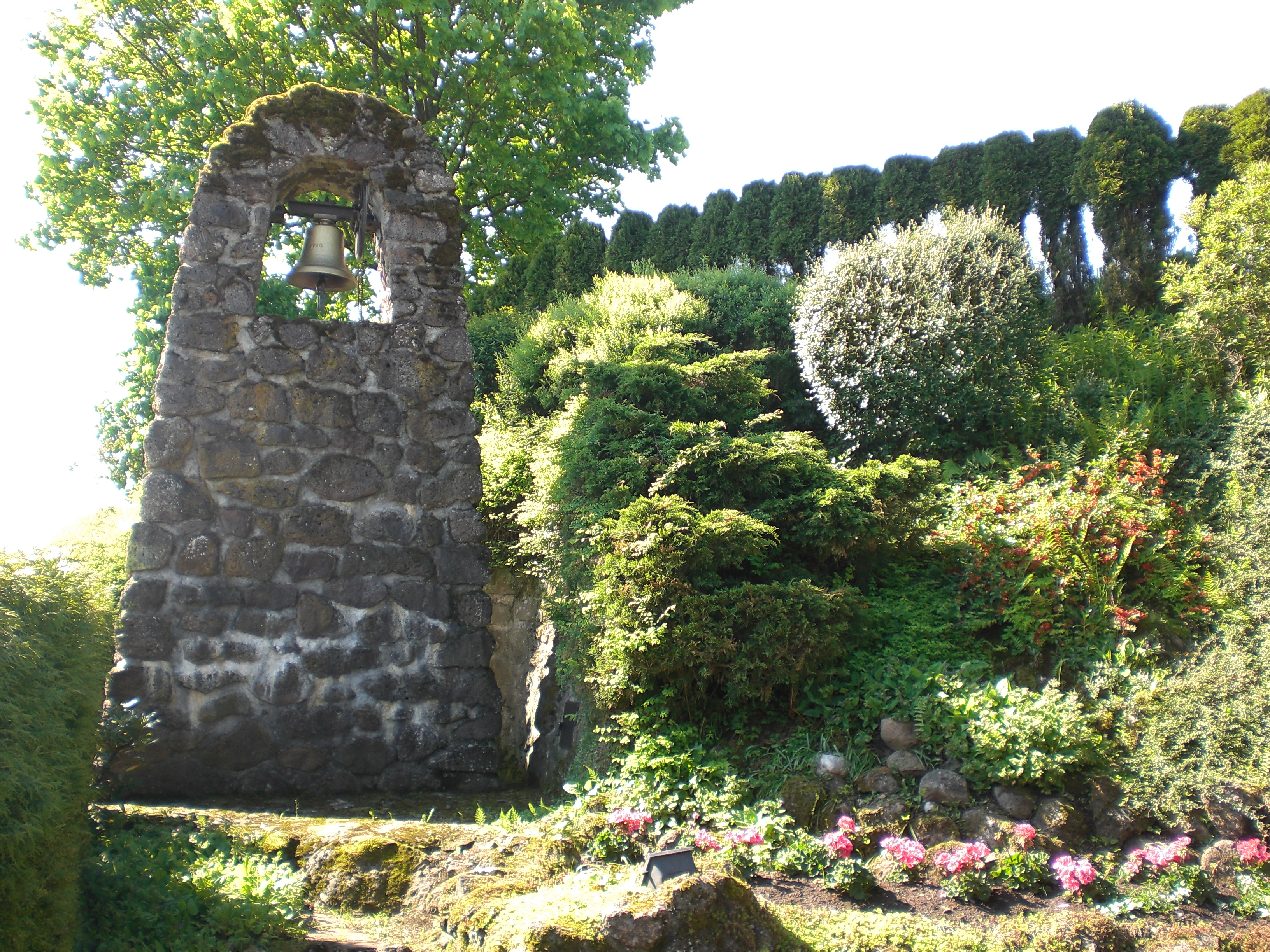
Der Glockenträger der Angelusglocke bei der Mariengrotte
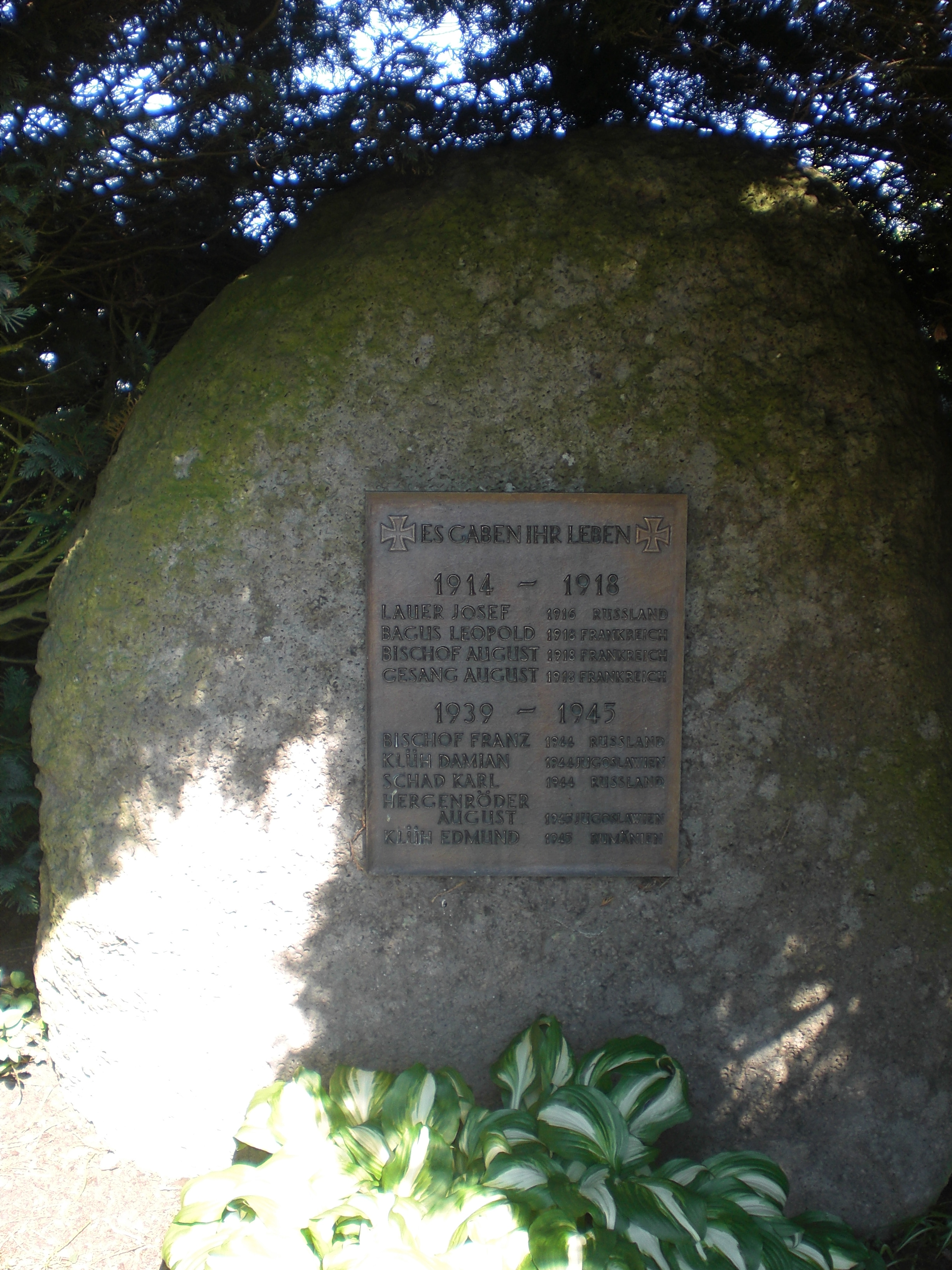
Das Kriegerdenkmal bei der Mariengrotte

## Politik

### Ortsbeirat
Für den Ortsteil Kauppen besteht ein Ortsbezirk (Gebiete der ehemaligen Gemeinden Kauppen) mit Ortsbeirat und Ortsvorsteher nach der Hessischen Gemeindeordnung.
Der Ortsbeirat besteht aus fünf Mitgliedern. Bei den Kommunalwahlen in Hessen 2021 betrug die Wahlbeteiligung zum Ortsbeirat 68,25 %. Alle Kandidaten gehörten der Freier Wählergemeinschaft an. Der Ortsbeirat wählte Mathias Gesang zum Ortsvorsteher.

### Bürgermeister und Ortsvorsteher
| Titel         | Name           | von  | bis       |
| ------------- | -------------- | ---- | --------- |
| Bürgermeister | Karl Lauer     | 1966 | 1972      |
| Ortsvorsteher | Karl Lauer     | 1972 | 2000      |
| Ortsvorsteher | Achim Krah     | 2000 | 2016      |
| Ortsvorsteher | Mathias Gesang | 2016 | bis heute |

Bei der Gebietsreform in 1972 wurde Karl Lauer als früherer Bürgermeister von Kauppen erster Ortsvorsteher. Danach folgten vorgenannte Bürger, die sich für die Dorfgemeinschaft bei den Kommunalwahlen zur Wahl stellten.

## Infrastruktur

### Öffentliche Einrichtungen
Schule und Bildung
Mit Beginn des Schuljahres in 1955 besuchten die Schülerinnen und Schüler aus Kauppen nicht mehr die Schule in Buchenrod, sondern wechselten nach Hauswurz. Grund des abermaligen Schulwechsels war der kürzere Schulweg und die kirchliche Zugehörigkeit zur Pfarrei Hauswurz. Im Jahre 1973 übernahm der Landkreis Fulda die Schulträgerschaft. Schule in Hauswurz wurde geschlossen und in die Schloßschule Neuhof eingegliedert. Mit dem Schulwechsel erfolgt die schulische Bildung in den Schulen von Neuhof. Die Beförderung der Schüler erfolgt seither mit dem Schulbus. Die langen fußläufigen Schulwege nach Buchenrod oder Hauswurz gehören damit der Vergangenheit an.
Backhaus - Kinderspielplatz
Das Backhaus wurde von der Bürgerschaft nicht mehr genutzt und damit 1974 abgerissen und an gleicher Stelle ein noch fehlender Kinderspielplatz eingerichtet.
Dorfgemeinschaftshaus
Ein Dorfgemeinschaftshaus ist im ehemaligen Feuerwehrhaus, welches bis 1965 bestand, durch Eigenleistung der Bürgerschaft eingerichtet worden. Den Kindern und Jugendlichen des Dorfes stehen ein Kinderspielplatz und ein Bolzplatz zur Verfügung.
Wasserversorgung
Kauppen besitzt eine eigene Wasserversorgung mit Quellfassung, Pumpstation und Wasserhochbehälter und ist an die Abwasserentsorgung der Kläranlage Hauswurz angeschlossen.

### Verkehr
Kauppen ist über die Kreisstraße K 91 (Winterbergstraße) an die Landesstraßen L 3141 und L 3181 an das Überörtliche Straßennetz bei Neuhof angeschlossen. Die Autobahn A66 mit ihren beiden Anschlüssen in Neuhof stellt dies sicher.
Der ÖPNV mit regelmäßigen Busverbindungen erfolgt von Kauppen aus nach Neuhof.
In Neuhof befindet sich der Regionalbahnhof der die Verbindung zum ICE-Bahnhof in Fulda herstellt.